# Marlborough (Connecticut)
Pour l’article ayant un titre homophone, voir Marlboro.
Pour les articles homonymes, voir Marlborough.
Marlborough est une ville située dans le comté de Hartford, dans l'État du Connecticut aux États-Unis. Lors du recensement de 2010, Marlborough avait une population totale de 6 404 habitants.

## Géographie
Selon le Bureau du Recensement des États-Unis, la superficie de la municipalité est de 23,52 milles carrés (60,92 km2), dont 23,35 milles carrés (60,48 km2) de terres et 0,17 milles carrés (0,44 km2) de plans d'eau (soit 0,72 %).

## Histoire
Marlborough devient une municipalité en 1803. Elle doit probablement son nom à Marlborough, dans le Massachusetts, ville natale du principal contribuable de la ville de l'époque.

## Démographie
D'après le recensement de 2000, il y avait 5 709 habitants, 2 005 ménages, et 1 626 familles dans la ville. La densité de population était de 94,7 hab/km2. Il y avait 2 057 maisons avec une densité de 34,1 maisons/km2. La décomposition ethnique de la population était : 97,51 % blancs ; 0,77 % noirs ; 0,07 % amérindiens ; 0,70 % asiatiques ; 0,00 % natifs des îles du Pacifique ; 0,26 % des autres races ; 0,68 % de deux ou plus races. 1,05 % de la population était hispanique ou Latino de n'importe quelle race.
Il y avait 2 005 ménages, dont 40,6 % avaient des enfants de moins de 18 ans, 71,8 % étaient des couples mariés, 6,6 % avaient une femme qui était parent isolé, et 18,9 % étaient des ménages non-familiaux. 13,8 % des ménages étaient constitués de personnes seules et 3,6 % de personnes seules de 65 ans ou plus. Le ménage moyen comportait 2,79 personnes et la famille moyenne avait 3,11 personnes.
Dans la ville la pyramide des âges était 27,4 % en dessous de 18 ans, 4,6 % de 18 à 24, 29,9 % de 25 à 44, 29,9 % de 45 à 64, et 8,3 % qui avaient 65 ans ou plus. L'âge médian était 39 ans. Pour 100 femmes, il y avait 99,7 hommes. Pour 100 femmes de 18 ans ou plus, il y avait 94,2 hommes.
Le revenu médian par ménage de la ville était 80 265 dollars US, et le revenu médian par famille était $90 346. Les hommes avaient un revenu médian de $53 789 contre $41 559 pour les femmes. Le revenu par habitant de la ville était $35 605. 2,2 % des habitants et 1,0 % des familles vivaient sous le seuil de pauvreté. 0,0 % des personnes de moins de 18 ans et 9,5 % des personnes de plus de 65 ans vivaient sous le seuil de pauvreté.
| 1820  | 1850 | 1860 | 1870 | 1880 | 1890 |
| ----- | ---- | ---- | ---- | ---- | ---- |
| 1 954 | 832  | 682  | 476  | 391  | 582  |

| 1900 | 1910 | 1920 | 1930 | 1940 | 1950 |
| ---- | ---- | ---- | ---- | ---- | ---- |
| 322  | 302  | 303  | 319  | 476  | 901  |

| 1960  | 1970  | 1980  | 1990  | 2000  | 2010  |
| ----- | ----- | ----- | ----- | ----- | ----- |
| 1 961 | 2 991 | 4 746 | 5 535 | 5 709 | 6 404 |